# Aldeanueva de Ebro
Aldeanueva de Ebro è un comune spagnolo di 2 424 abitanti situato nella comunità autonoma di La Rioja.